# Beskickning (metallurgi)
Beskickning, den blandning av olika material som en ugn fylls med vid framställning av exempelvis tackjärn. I en modern masugn utgörs beskickningen i huvudsak av sinter, som framställs genom bränning av finkrossad malm blandad med koksstybb och mald kalksten.